# Thomas Wyatt
Thomas Wyatt, född 1503 på slottet Allington i Kent, död den 11 oktober 1542 i Sherborne i Dorset, var en engelsk skald och diplomat. Han var son till sir Henry Wyatt (rådsherre under Henrik VII och Henrik VIII, död 1537).

## Biografi
Wyatt studerade i Cambridge, vann tidigt hovgunst och användes ofta i diplomatiska uppdrag från 1526, bland annat till påven
1527 och till kejsar Karl V 1537 och 1539.
Wyatt satt 1536 en månad fängslad i Towern, möjligen för att Henrik VIII, som då ville skilja sig från Anne Boleyn, önskade förmå Wyatt att erkänna sig ha varit hennes älskare. Wyatt kom dock snart åter i gunst och erhöll 1537 knightvärdighet. 
Efter hans vän Cromwells fall 1540 blev Wyatt åter fängslad (januari 1541) och anklagades bland annat för förrädiska förbindelser med kardinal Reginald Pole, men han frigavs på drottning Katarina Howards förbön, användes på nytt i diplomatiska uppdrag och blev 1542 ledamot av underhuset. 
Wyatt var banbrytaren inom engelska litteraturen för användandet av sonetten och andra italienska versformer. Han skrev 31 sonetter, av vilka 10 är översättningar från Petrarca och de övriga starkt påverkade av honom. Han skrev även tre ypperliga satirer på terziner efter mönster från Luigi Alamanni samt epigram, psalmer och lyriska dikter. 
Jämte sin yngre vän och lärjunge Surrey inledde Wyatt den sedan under Elisabets tid fortgående omformningen af den engelska poesien under starkt italienskt inflytande såväl i fråga om versformerna som den högstämda, men metafysiskt tillkrånglade uppfattningen av kärleken. Surreys versifikation var ledigare, men Wyatt har en mer utpräglad karaktär, en allvarlig och lugn stil, med ådror av träffande satir och humoristiskt vemod. 
Hans Songes and sonettes utgavs först 1557 tillsammans med Surreys i antologin Tottel’s miscellany. Bland senare utgåvor märks en av G. F. Nott (1815-16; jämte Surreys dikter), en i serien "Aldine edition of the british poets" (1866) och en av Edward Arber (i "English reprints", 1870). Bevarade manuskript avviker betydligt från den efter Tottel i senare editioner antagna texten.